# Rue Clément
La rue Clément est une voie du 6e arrondissement de Paris, en France.

## Situation et accès
La rue Clément est une voie publique située dans le 6e arrondissement de Paris. Elle débute au 72, rue de Seine et se termine au 3, rue Mabillon ; elle longe le marché Saint-Germain.

## Origine du nom
Elle porte le nom du bénédictin et historien François Clément (1714-1793).

## Historique
Cette rue fut ouverte en 1817 pour desservir le marché Saint-Germain.